# Wegenverkeerswet 1994
De Wegenverkeerswet 1994 (WVW) vormt de basis voor de regelgeving van het wegverkeer in Nederland. Een aantal hoofdlijnen is nader uitgewerkt in een aantal 'Algemene Maatregelen van Bestuur' (AMvB). Een voorbeeld van een dergelijke AMvB is het Reglement verkeersregels en verkeerstekens 1990. In het RVV zijn de verkeersregels en verkeerstekens te vinden die in Nederland van toepassing zijn. 
De APK, de afgifte van rijbewijzen en kentekens, de toelating van voertuigen op de weg worden ook allemaal geregeld via besluiten die onder deze wet vallen.

## Historie
De voorganger heette Wegenverkeerwet (Stb 1935, 554). Daarvoor gold de Motor- en Rijwielwet, die in werking trad op 10 februari 1905. Vanaf die datum was er één landelijke regeling voor het verkeer op de weg, in plaats van een wirwar van gemeentelijke verordeningen. Deze wet werd in 1903 door minister De Marez Oyens ingediend.